# Manuel María Pérez
Manuel María Pérez fue un político peruano. 
Fue elegido miembro del Congreso Constituyente de 1867 por la provincia de Moyobamba durante el gobierno de Mariano Ignacio Prado. Este congreso expidió la Constitución Política de 1867, la octava que rigió en el país, y que solo tuvo una vigencia de cinco meses desde agosto de 1867 a enero de 1868.
Fue elegido diputado por la entonces provincia loretana de Huallaga entre 1868 y 1871 durante el gobierno de José Balta y reelecto en 1872. En este período también fue diputado por la provincia de Chincha. Junto con los parlamentarios loretanos Julián del Águila, Manuel del Águila, Vicente Najar, Ambrosio Becerril fue de los que impulsó la declaración de Loreto como departamento del Perú. En 1878 fue reelecto como diputado por la provincia de Chincha.